# Youssef Jouad
Youssef Jouad (en arabe : يوسف جواد), né le 30 décembre 1999 à Casablanca (Maroc), est un joueur de futsal international marocain évoluant au GOAL Futsal Club.

## Biographie
Youssef Jouad est le frère cadet de Mohamed Jouad qui est aussi international futsal marocain.

### Carrière en club

#### Formation au Sporting Casablanca (2018-2019) puis au Feth Settat (2019-2020)
Après avoir fait ses débuts au Sporting Casablanca (CSCS), Youssef Jouad rejoint en 2019 le Feth Settat (CFSS). Club qui évolue dans l'élite du futsal marocain, avec lequel il remporte la Coupe du Trône de la saison sportive 2018-2019 et le championnat national de la saison 2019-2020.

#### Avec le Chabab Mohammédia (2020-2024)
Youssef Jouad quitte le Feth Settat pour s'engager avec le Chabab Mohammédia (SCCM) qui vient d'être fondé après la fusion par absorption de l'Athletico Kénitra. Son frère et lui évoluent dans la même équipe. Au cours de ses quatre saisons avec Mohammédia, il remporte le championnat national à trois reprises ainsi que la Coupe du Trône.

#### Une première expérience à l'étranger en France (2024-)
N'ayant évolué que dans son pays jusqu'ici, Youssef Jouad décide de s'exporter en France pour s'engager au GOAL Futsal Club évoluant en première division. Le club annonce sa signature le 31 juillet 2024 pour un contrat d'une durée de deux ans.
Il dispute son premier match avec le GOAL FC le 9 février 2025 contre l'ES La Ciotat dans le cadre des seizièmes de finale de la Coupe de France de futsal. Match durant lequel il marque par la même occasion son premier but sous les couleurs du club rhodanien. Le week-end suivant, contre Paris ACASA futsal le 15 février 2025, il dispute son premier match en D1 futsal (victoire, 6-3).
Le 22 mars 2025 sur le parquet du Nantes Métropole Futsal, GOAL renverse le score et s'impose avec un résultat de 7 à 8. Youssef Jouad inscrit un doublé dans cette rencontre dont le but victorieux marqué à la dernière seconde,. Il s'agit par la même occasion de ses premiers buts dans le championnat français.

### En équipe nationale
Youssef Jouad est international marocain depuis 2020.
Bien qu'il ait pris part à la préparation de la CAN 2020, il n'est pas retenu dans la liste finale de Hicham Dguig pour disputer la phase finale qui se déroule au Maroc. Il figure en tant que réserviste.
Il dispute ses premiers matchs internationaux lors d'un tournoi amical en Croatie dans le cadre des préparations à la Coupe du monde de futsal de 2021.
Tournoi que le Maroc remporte après s'être imposé face au Monténégro (4-1), la Moldavie (9-1) et les États-Unis (6-1).

#### Coupe arabe 2021 et premier titre marocain
Dguig le sélectionne pour la Coupe arabe qui a lieu en Égypte durant le mois de mai 2021 où il inscrit son premier but international contre l'Arabie saoudite.
Le Maroc remporte ladite compétition pour la première fois en s'imposant en finale face à l'Egypte (4-0). Youssef Jouad contribue à la victoire avec un but.

#### Coupe du monde 2021 et parcours historique du Maroc
Il prend part à la double confrontation contre la Serbie 
à Belgrade les 31 juillet et 1er août 2021. Le Maroc sort victorieux de la première rencontre (8-4) grâce notamment à un doublé de Youssef Jouad, tandis que la deuxième rencontre se solde sur un nul (3-3).
La Coupe du monde 2021 approche. Youssef Jouad et la sélection se préparent en Slovaquie avec une double confrontation face au Panama les 31 août et 1er septembre 2021. Le Maroc s'impose lors des deux rencontres (4-3 puis 3-0) avec un but de Jouad lors du second match.
Toujours à Bratislava, la sélection marocaine s'impose en amical face à la Slovaquie (4-1) et Jouad inscrit un des buts marocains.
Le 4 septembre 2021, la fédération marocaine annonce la liste des joueurs qui iront disputer la Coupe du monde en Lituanie. Cette fois-ci, Youssef Jouad est sélectionné par Hicham Dguig.
Avant d'entamer la Coupe du monde, qui devait se dérouler initialement se dérouler en 2020 (report en raison de la pandémie de Covid-19), Youssef Jouad participe à deux rencontres amicales, les 6 et 7 septembre 2021 respectivement face au Vietnam et au Japon, deux sélections asiatiques dont la culture futsal se rapproche de celle de la Thaïlande qui figure dans le groupe du Maroc au Mondial 2021. Les Marocains gagnent le premier match (2-1), mais perdent le second contre leurs homologues japonais (3-0).
Youssef Jouad dispute l'ensemble des matchs à la Coupe du monde. Un parcours historique du Maroc qui franchit dans un premier temps le premier tour pour la première fois de son histoire. Le joueur du Chabab Mohammédia marque deux buts durant cette édition. Un contre la Thaïlande et un autre contre le Portugal, futur vainqueur de la compétition. Après avoir éliminé le Venezuela, sa sélection se fait sortir en quart de finale par le Brésil de Ferrão sur la plus petite des marges (1-0).

#### Préparations aux échéances suivantes
Marocains et Brésiliens se retrouvent en novembre 2021 pour une double confrontation à Laâyoune. Youssef Jouad participe aux deux matchs amicaux qui voit le Maroc s'imposer lors du premier (3-1) et s'incliner lors du second (2-0).
En mars 2022, le Maroc dispute une double confrontation face au Bahreïn à Manama. Deux matchs amicaux qui se terminent sur deux victoires marocaines (5-1) le 2 mars, puis (2-0) le lendemain. Youssef Jouad est buteur lors de la première rencontre et s'incline lors du second (2-0).
Le Maroc reçoit l'Argentine à Rabat pour une double confrontation amicale dont participe Youssef Jouad. Le premier match se solde par une victoire marocaine (4-3), puis le second par un succès argentin (3-2).
Dans le cadre des préparations pour la Coupe arabe 2022, le Maroc reçoit son homologue comorien pour deux rencontres amicales les 4 et 6 juin 2022 au Complexe Mohammed VI. Les deux matchs amicaux se terminent par des victoires marocaines (4-1) puis (8-0). Youssef Jouad inscrit un doublé lors de la seconde manche.

#### Coupe arabe 2022 et deuxième titre pour les Marocains
Youssef Jouad est sélectionné par Hicham Dguig pour participer à la Coupe arabe de futsal 2022 qui a lieu en Arabie saoudite au mois de juin 2022.
Il s'illustre lors de la première rencontre contre le Koweït avec une réalisation.
Lors de la deuxième rencontre de groupe, le Maroc dispose facilement de la Somalie avec un score de 16-0 avec un but de Youssef Jouad.
Les Marocains s'imposent largement contre la Mauritanie (13-0) lors de la 3e journée. Youssef Jouad fait partie des buteurs marocains.
Après avoir éliminé la Libye et l'Égypte, le Maroc s'impose face à l'Irak en finale (3-0) et conserve donc le titre. Youssef Jouad inscrit le 3e but de la finale.

#### Le Maroc vainqueur de la Coupe des confédérations 2022
Après la Coupe arabe, Youssef Jouad prend part avec la sélection à la Coupe des confédérations de futsal en Thaïlande durant le mois de septembre 2022.
Il inscrit un des buts de la victoire contre le Mozambique (4-2). Il marque également lors de la demi-finale contre la Finlande puis inscrit un doublé lors de la finale face à l'Iran qui permet au Maroc de remporter la compétition pour la première fois.

#### CAN Futsal 2024
Durant le mois d'octobre 2022, la sélection se déplace au Brésil pour affronter ce dernier dans une double confrontation amicale dont participe Youssef Jouad,. Si le premier se solde sur un nul (0-0), le second voit le Brésil l'emporter (4-1).
En décembre 2022, le Maroc reçoit l'équipe de Lettonie pour une double confrontation amicale. Les Marocains s'imposent lors des deux matchs (9-2 puis 7-2). Youssef Jouad marque un but lors de la première rencontre et inscrit un doublé lors de la deuxième manche le lendemain.
Il est sélectionné pour participer au mois de mars 2023 à deux doubles confrontations amicales, contre l'Irak et l'Estonie,.
Le mois qui suit, Hicham Dguig le convoque pour participer à un tournoi international organisé par la FRMF qui voit la participation de la France, de la Croatie et du Japon. Il marque le but victorieux contre le Japon (victoire marocaine, 3-2) ainsi que le but qui permet au Maroc d'obtenir un nul face à la Croatie (3-3). Le Maroc remporte le tournoi après son match nul face à la France (4-4).
Dans le cadre des préparations à la Coupe arabe 2023, Youssef Jouad dispute une double confrontation face à la Slovaquie les 27 et 29 mai au Complexe Mohammed VI. Il inscrit un doublé lors du premier match.
Le Maroc entame la Coupe arabe 2023 à Djeddah sur une victoire contre les Comores (5-0) avec un but de Youssef Jouad. Il contribue à la victoire du Maroc en demi-finale face à la Libye avec un doublé. Il récidive en finale contre le Koweït dans un match maîtrisé par le Maroc (7-1) qui s'offre son troisième titre de Coupe arabe.
Enfin, il est sélectionné par Hicham Dguig pour prendre part à la CAN durant le mois d'avril 2024. Compétition à l'issue de laquelle, le Maroc conserve son titre pour la deuxième fois consécutive et se qualifie donc à la Coupe du monde. Youssef Jouad qui participe au tournoi, se blesse au genou durant la demi-finale face à la Libye. Une blessure qui l'éloigne des parquets pendant une longue période et le prive donc d'une participation à la Coupe du monde. Il inscrit un total de quatre buts durant cette CAN organisée à Rabat.

### Statistiques détaillées en club
Le tableau suivant recense les statistiques de Youssef Jouad :
| Saison                | Club                  | Championnat           | Championnat | Championnat | Championnat | Coupe(s) nationale(s) | Coupe(s) nationale(s) | Coupe(s) nationale(s) | Total | Total | Total |
| Saison                | Club                  | Division              | M.          | B.          | P.d.        | M.                    | B.                    | P.d.                  | M.    | B.    | P.d.  |
| 2020-2021             | Chabab Mohammédia     | Division 1            | 17          | 9           | 8           | 4                     | 1                     | 1                     | 21    | 10    | 9     |
| 2021-2022             | Chabab Mohammédia     | Division 1            | 18          | 24          | 8           | 4                     | 1                     | 2                     | 22    | 25    | 10    |
| 2022-2023             | Chabab Mohammédia     | Division 1            | 22          | 12          | 19          | 2                     | 3                     | 1                     | 24    | 15    | 20    |
| 2023-2024             | Chabab Mohammédia     | Division 1            | -           | -           | -           | -                     | -                     | -                     | 0     | 0     | 0     |
| Sous-total            | Sous-total            | Sous-total            | 57          | 45          | 35          | 10                    | 5                     | 4                     | 67    | 50    | 39    |
| 2024-2025             | GOAL                  | D1+Playoffs           | 8+2         | 5+0         | 3+1         | 2                     | 2                     | 0                     | 12    | 7     | 4     |
| Total sur la carrière | Total sur la carrière | Total sur la carrière | 65          | 48          | 39          | 12                    | 7                     | 4                     | 77    | 55    | 43    |

#### Bilan par compétition
| Compétition            | Matchs | Buts | Passes |
| ---------------------- | ------ | ---- | ------ |
| D1 Futsal              | 10     | 5    | 4      |
| Coupe nationale futsal | 2      | 2    | 0      |
| Total                  | 12     | 7    | 4      |

### En sélection
Le tableau suivant liste les rencontres de l'équipe du Maroc auxquelles Youssef Jouad a pris part :

#### Statistiques par compétition
Le tableau suivant recense les statistiques de Youssef Jouad dans les diverses compétitions internationales qu'il a disputées :
| Compétition                   | Matchs | Buts |
| ----------------------------- | ------ | ---- |
| Matchs amicaux internationaux | 31     | 19   |
| Tournoi du Maroc              | 5      | 2    |
| Tournoi Futsal Week           | 3      | 0    |
| Coupe arabe futsal            | 14     | 10   |
| Coupe du monde futsal         | 5      | 2    |
| Coupe intercontinentale       | 4      | 4    |
| Coupe d'Afrique des nations   | 4      | 4    |
| Total                         | 66     | 41   |

## Palmarès
| Feth Settat (2)                                                                               | Chabab Mohammedia (4)                                                                                       | GOAL FC                                             | Équipe du Maroc de futsal (7) |
| --------------------------------------------------------------------------------------------- | --- | --------------------------------------------------- | --- |
| - Championnat du Maroc (1) : - Champion : 2020 - Coupe du Trône (1) : - Vainqueur : 2018-2019 | - Championnat du Maroc (3) : - Champion : 2021, 2022 et 2023 - Coupe du Trône (1) : - Vainqueur : 2019-2020 | - Championnat de France : - Vice-champion : 2024-25 | - Tournoi international de Poreč (1) - Vainqueur : 2020 - Coupe d'Afrique des Nations (1) - Champion : 2024 - Coupe arabe des nations (3) - Champion : 2021, 2022 et 2023 - Coupe des confédérations (1) - Champion : 2022 - Tournoi international de Rabat (1) - Vainqueur : 2023, |

### Distinctions individuelles
- 2 fois meilleur joueur du championnat marocain : 2021-2022[55] et 2022-2023